# Ngaremlengui
Ngaremlengui è uno dei 16 stati in cui si divide Palau.

## Geografia fisica
Lo Stato di Airai è costituito dalla parte centro-occidentale dell'isola di Babeldaob, la principale delle isole delle Palau, per un'estensione totale di 65 km² ed una popolazione (2000) di 367 abitanti